# Claude Nourry

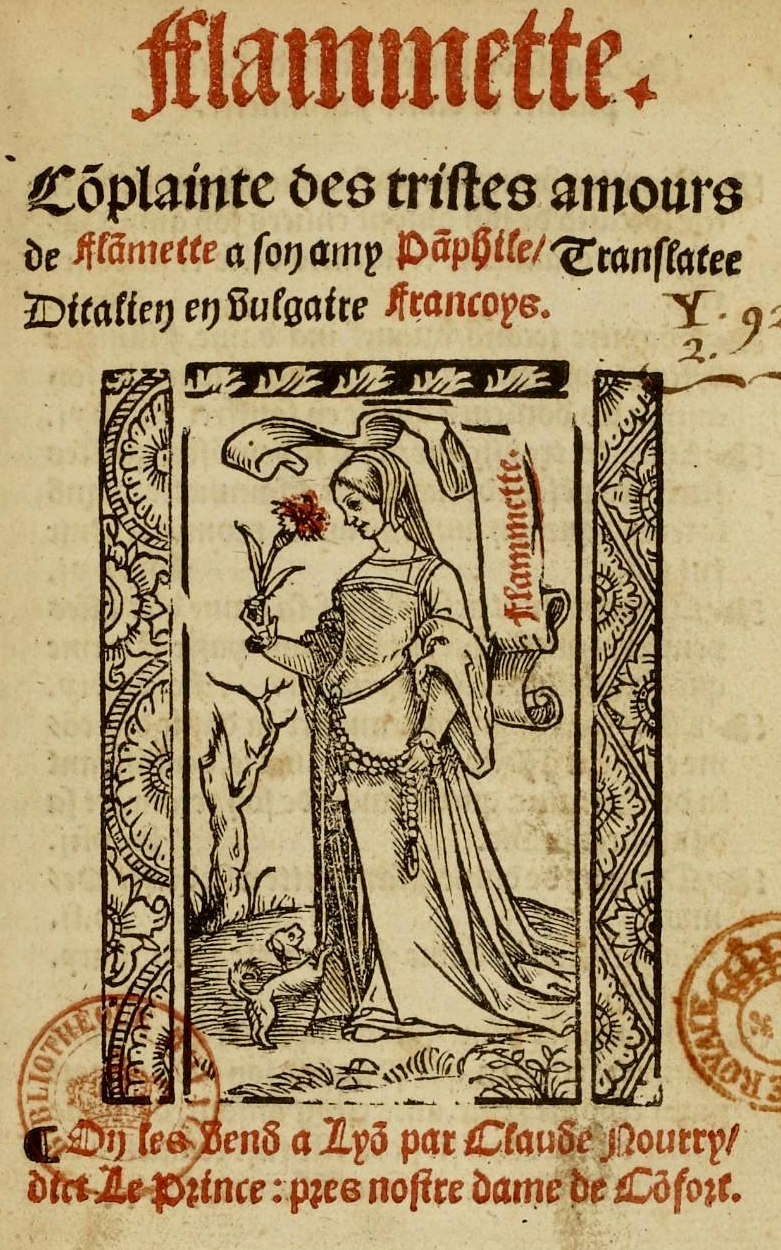
Frontespizio della Fiammetta (Boccaccio), nell'edizione del 1532 di Claude Noury

Claude Nourry (Lione, circa 1470 – 1533) è stato un tipografo francese. Noto per la pubblicazione della prima versione di Pantagruel nel 1532.

## Biografia
Claude Nourry, soprannominato il Principe, attivo dal 1493 fu specialista nella pubblicazione di opere popolari, e in particolare romanzi di cavalleria e opere religiose. Le sue pubblicazioni, anche se di piccolo formato, spesso sottili e con interlinea stretta per ragioni di economia, furono spesso di buona qualità.